# Bóng ma Kyiv
Bóng ma Kyiv (Tiếng Ukraina: Привид Києва, chuyển tự: Pryvyd Kyieva, tiếng Anh: Ghost of Kyiv) là một hình tượng giả được dựng nên về phi công ách lái chiếc MiG-29 Fulcrum đã bắn hạ sáu chiếc máy bay của Nga trên bầu trời Kyiv trong chiến dịch Kyiv ngày 24 tháng 2 năm 2022. Theo Cục An ninh Ukraina, phi công này đã bắn hạ thêm bốn chiếc tiêm kích nữa tính đến ngày 27 tháng 2.

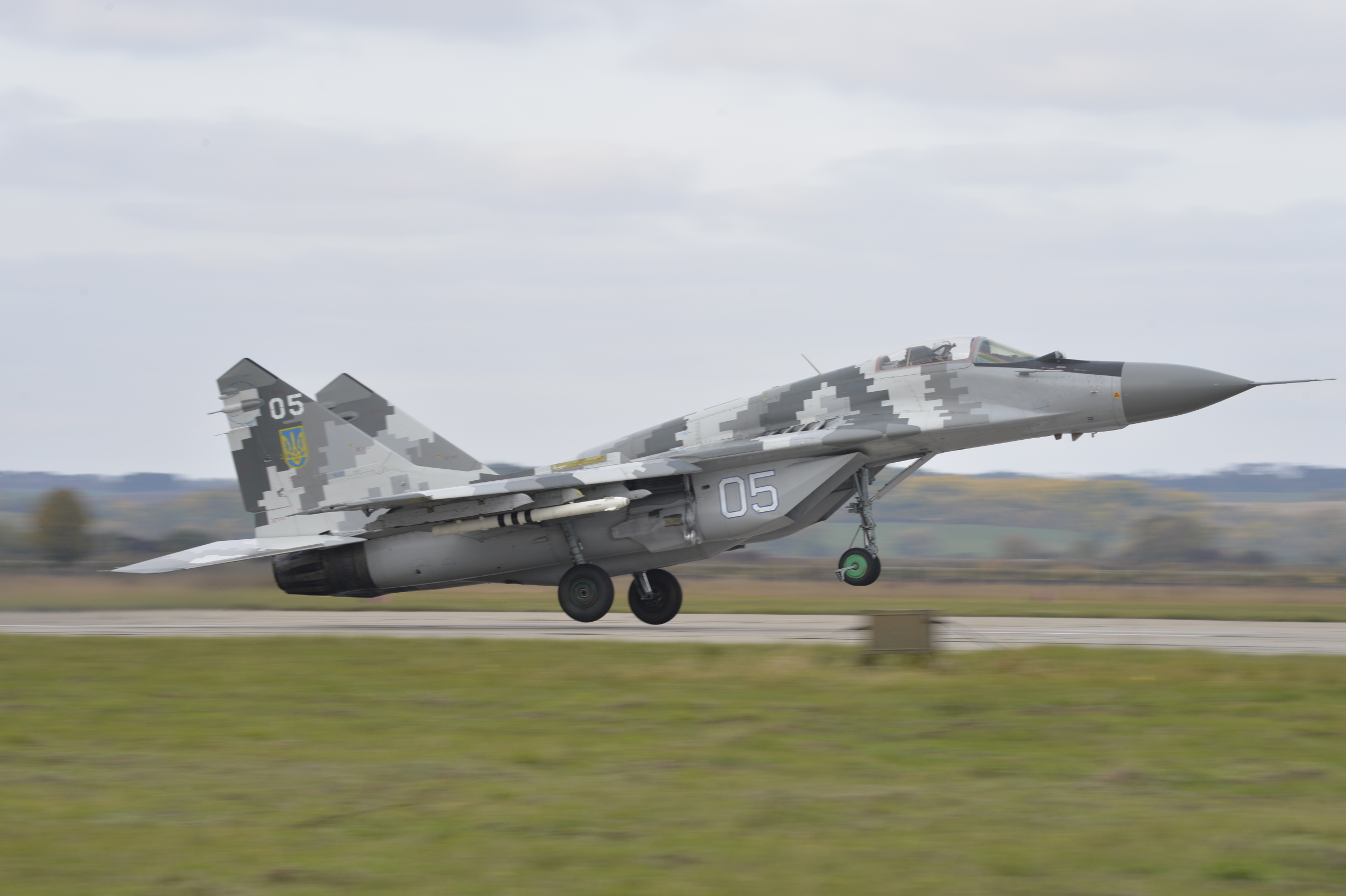
Chiếc MiG-29 của Không quân Ukraina năm 2018. Một chiếc tiêm kích giống như thế này được cho là chiếc Bóng ma Kyiv đang lái.

## Bối cảnh và thông tin
Ngày 24 tháng 2 năm 2022, Nga chính thức mở cuộc xâm lược Ukraina trong đợt leo thang căng thẳng lớn nhất trong cuộc chiến tranh giữa hai quốc gia. Trong chiến dịch Kyiv, diễn ra vào ngày đầu tiên của cuộc tấn công, video về những chiếc tiêm kích của Ukraina được lan truyền rộng rãi trên mạng, trong đó bao gồm một số thông tin về một phi công bắn hạ được nhiều tiêm kích của Nga. Thông tin cho rằng, một phi công lái chiếc MiG-29. được người Ukraina đặt cho biệt danh là "Bóng ma Kyiv" đã hạ sáu chiếc máy bay Nga trên bầu trời Kyiv trong 30 giờ đầu tiên của cuộc tấn công. Sáu chiếc tiêm kích Nga bị bắn hạ bao gồm: hai chiếc Su-35, hai chiếc Su-25, một chiếc Su-27 và một chiếc MiG-29. Nếu thân phận của phi công ách này được xác nhận, họ sẽ trở thành phi công ách đầu tiên của thế kỷ 21.
Bộ Quốc phòng Ukraina cho biết, nếu thân phận của người này được xác nhận, Bóng ma Kyiv nhiều khả năng là một trong số nhiều phi công kinh nghiệm từ lực lượng dự bị đang quay trở lại Quân đội Ukraina khi Nga tấn công. Trong một bài tweet, họ gọi người này là một "người báo thù trên không". Tuy nhiên, theo tổng tư lệnh quân đội Ukraina Valerii Zaluzhnyi, trong ngày đầu tiên của cuộc tấn công, chỉ có sáu chiếc máy bay Nga xác nhận đã bị bắn hạ, nhưng cũng có thể nhiều hơn nữa.
Cựu tổng thống Ukraina Petro Poroshenko đăng một bài tweet là một bức hình của một phi công, cho rằng đó là Bóng ma Kyiv, người mà Poroshenko nói là có thật. Bức hình sau đó được phát hiện thực chất là một bức hình cũ của Bộ Quốc phòng Ukraina từ 2019 của một phi công đang thử nghiệm mũ mới. Ngày 27 tháng 2, Cục An ninh Ukraine nói trong một bài đăng Facebook là Bóng ma Kyiv đã bắn hạ tổng cộng 10 chiếc tiêm kích. Ngày 3 tháng 3, nhật báo The Times dẫn nguồn từ Ukraina cho rằng phi công này có thật và vẫn còn sống. Quân đội Ukraina đã đăng một bài đăng trên Facebook chụp hình một phi công đội mũ, với dòng ghi chú "Xin chào, bọn xâm lược, ta đến lấy linh hồn các ngươi đây!".
Bóng ma Kyiv đã được sử dụng làm một nhân vật hoán dụ cho toàn bộ lực lượng phòng không Ukraina.

## Di sản

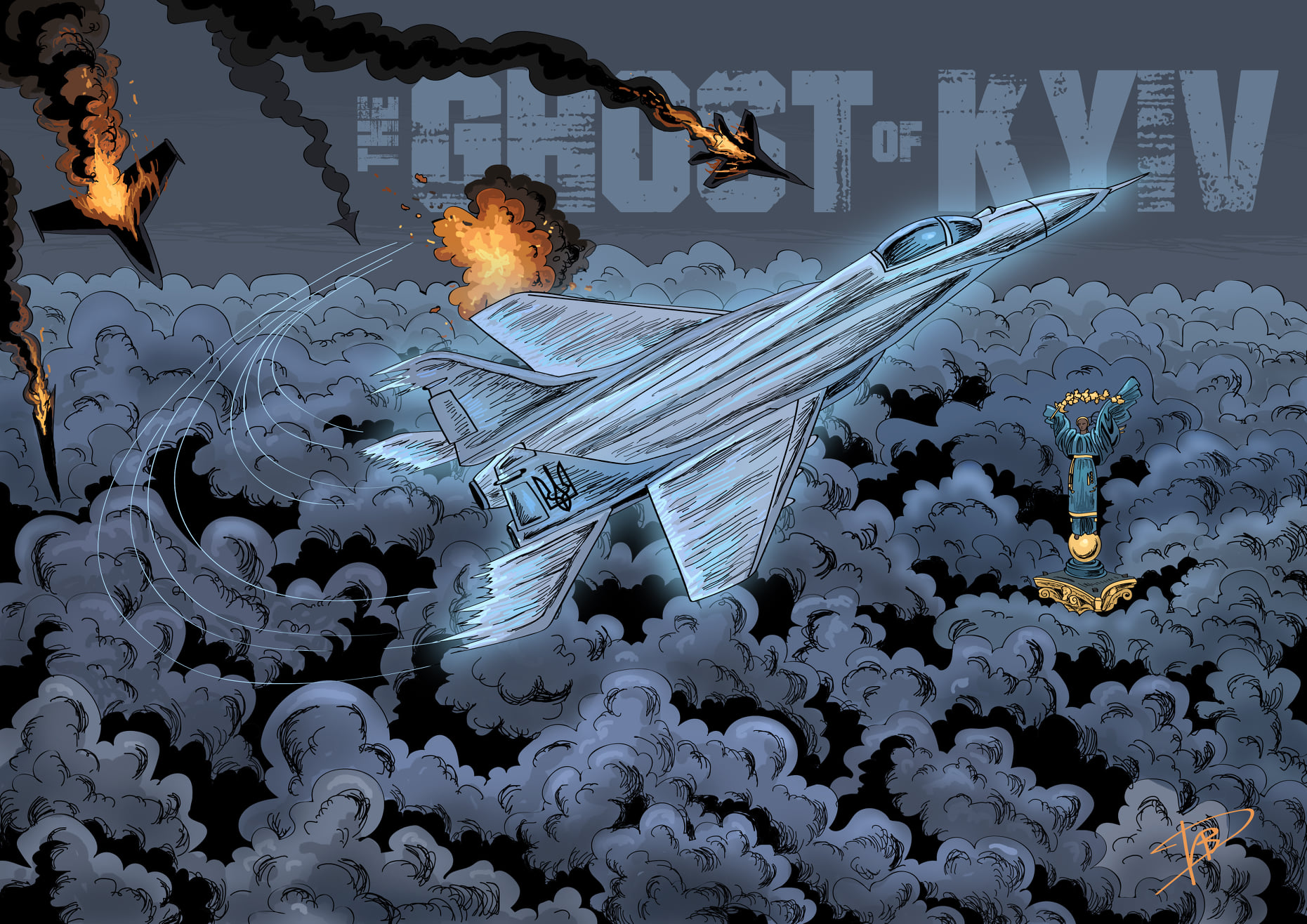
Hình vẽ Bóng ma Kyiv của họa sĩ Andriy Dankovych

Dù một số nguồn tin cho rằng Bóng ma Kyiv chỉ là truyền thuyết đô thị hoặc tuyên truyền chiến tranh, nhưng sức ảnh hưởng của nó đã được sử dụng làm liều thuốc tinh thần lớn cho người dân Ukraina trong cuộc tấn công của Nga. Những lời đồn đại về Bóng ma Kyiv này không hẳn là một sản phẩm tưởng tưởng cố tình được thêu dệt, vì những câu chuyện này được chia sẻ rộng rãi bởi những người dân Ukraina trên mạng xã hội trước khi các tài khoản mạng chính thức của chính phủ Ukraina đưa những cập nhật liên tục về người phi công này.
Video mô phòng bằng máy tính của Bóng ma Kyiv trong một cuộc không chiến sử dụng trò chơi Digital Combat Simulator được một người dùng YouTube tạo ra và đăng tải đã được tài khoản Twitter chính thức của Quân đội Ukraine chia sẻ. Bài tweet cùng video này sau đó được phát tán rộng rãi đến mức phải khiến trang kiểm chứng thông tin Snopes phải xác nhận video mô phỏng trên là giả.
Trang Task & Purpose cho rằng dù khả năng một phi công bắn hạ được sáu chiếc tiêm kích trong thế kỷ 21 là rất thấp, Bóng ma Kyiv "đủ thật" như tinh thần phản kháng của người dân Ukraina. Tom Demerly của trang The Aviationist thì cho rằng Bóng ma Kyiv là "ví dụ cho sự nhiễu loạn thông tin... được tăng cường bởi chiến tranh".
Ngày 26 tháng 2 năm 2022, dường như lấy cảm hứng từ Bóng ma Kyiv, mạng xã hội lan truyền thông tin của một bộ binh Ukraina được đặt tên là "Thần chết Ukraina" (Ukrainian Reaper), người được cho là đã một mình tiêu diệt hơn 20 binh sĩ Nga.
Ngày 7 tháng 3 năm 2022, Cobi, một nhà sản xuất đồ chơi lắp ráp Ba Lan, công bố kế hoạch ra mắt một bộ lắp ráp máy bay của Bóng ma Kyiv. Lợi nhuận từ bộ đồ chơi sẽ được dùng để ủng hộ người dân Ukraina chịu ảnh hưởng bởi cuộc tấn công.